# Zaokrąglenie samogłoski
Zaokrąglenie samogłoski – stopień zaokrąglenia ust przy artykulacji samogłoski.
Przy wymowie samogłoski zaokrąglonej mięśnie działają jak sznurek służący do zawiązania torebki, doprowadzając wszystkie krawędzie warg do bezpośredniej bliskości. Są możliwe dwie pozycje przy zaokrągleniu warg: wargi wystające i wargi cofnięte, co występuje np. w języku szwedzkim. Teoretycznie każda samogłoska może być zaokrąglona bądź niezaokrąglona, przy czym nie wszystkie warianty występują w znanych językach.